# Grotte des Furtins
La grotte des Furtins est un site préhistorique situé à Berzé-la-Ville, en Saône-et-Loire (France). Il a livré notamment des vestiges de l'Aurignacien.

## Situation
La grotte des Furtins se trouve à 900 m au nord-ouest de Berzé-la-Ville et à 1,3 km au nord-est de Sologny. Elle s'ouvre vers le sud-ouest à 300 m d'altitude, sur un méplat à 1/3 de hauteur du coteau est de la vallée du Fil, affluent de la Petite Grosne et sous-affluent de la Saône. Le Fil coule dans le sens nord-sud aux environs de la grotte.
Les grands ateliers paléolithiques de Charbonnières et de la Sénétrière sont à une petite dizaine de kilomètres à l'est, et la Roche de Solutré (éponyme du faciès culturel dit solutréen) est à 7 km au sud.

## Géologie
La grotte des Furtins est creusée avant les dernières glaciations dans le calcaire bajocien, sur un monoclinal orienté est-ouest et sur le même système que la Roche de Solutré. Trois conduits ont laissé leurs traces. Ce système karstique s'est effondré au moins deux fois.

## Historique
La grotte des Furtins a été explorée par André Leroi-Gourhan de 1945 à 1949.

## Archéologie
La grotte des Furtins a livré des matériaux de l'Aurignacien moyen et des vestiges gallo-romains, ainsi qu'une curieuse « fosse aux ours » avec des crânes d'ours adultes, certains encore recouverts de dalles, placés délibérément de façon à entourer des crânes d'oursons, et de nombreux os d'ours. 

L'idée d'un culte de l'ours tente André Leroi-Gourhan un moment. Puis, influencé par le paléontologue F.E. Koby, il y renonce. 
D'autres comme Pierre Chalus (1963) persistent dans cette hypothèse. 
Plus récemment cette idée revient avec l'ethnologue Jean-Dominique Lajoux (2007), qui argue que Koby n'a jamais visité les sites concernés et qu'au moins certains de ces sites sont trop inaccessibles pour des ours, surtout en  période glaciaire.
Une étude approfondie des restes d'ours a permis d'attribuer les dépôts des Furtins au début du Pléistocène supérieur, correspondant à la deuxième partie de l'Interglaciaire Riss-Würm, ou Eémien, vers 126 000 ans avant le présent.

## Monument historique
La grotte des Furtins a été classée au titre des monuments historiques en 1947.